# The Beatles' Long Tall Sally
The Beatles' Long Tall Sally är den brittiska rockgruppen The Beatles tredje kanadensiska studioalbum, utgivet den 11 maj 1964. Albumet var det sista som släpptes enbart för den kanadensiska marknaden, då man i och med albumen A Hard Day's Night (på United Artists) och Something New (på Capitol) bytte till samma album som i USA. Albumets namn kommer från den brittiska EP-skivan Long Tall Sally, ifrån vilken sångerna "Long Tall Sally" och "I Call Your Name" kommer ifrån. Fyra av albumets sånger hade redan släppts på den kanadensiska versionen av With the Beatles, kallad Beatlemania! With the Beatles.
Albumets omslagsbild är identiskt med det amerikanska albumet The Beatles' Second Album släppt en månad tidigare.

## Låtlista
- Alla sånger är producerade av George Martin.

| 1. | "I Want to Hold Your Hand"       | John Lennon, Paul McCartney | 2:24 |
| 2. | "I Saw Her Standing There"       | John Lennon, Paul McCartney | 2:50 |
| 3. | "You've Really Got a Hold on Me" | Smokey Robinson             | 3:00 |
| 4. | "Devil in Her Heart"             | Richard Drapkin             | 2:28 |
| 5. | "Roll Over Beethoven"            | Chuck Berry                 | 2:46 |
| 6. | "Misery"                         | John Lennon, Paul McCartney | 1:48 |

| 1.           | "Long Tall Sally"    | Robert Blackwell, Enotris Johnson, Richard Penniman                          | 2:03  |
| 2.           | "I Call Your Name"   | John Lennon, Paul McCartney                                                  | 2:10  |
| 3.           | "Please Mr. Postman" | Georgia Dobbins, Brian Holland, Robert Bateman, William Garrett, Fred Gorman | 2:37  |
| 4.           | "This Boy"           | John Lennon, Paul McCartney                                                  | 2:10  |
| 5.           | "I'll Get You"       | John Lennon, Paul McCartney                                                  | 2:04  |
| 6.           | "You Can't Do That"  | John Lennon, Paul McCartney                                                  | 2:34  |
| Total längd: | Total längd:         | Total längd:                                                                 | 28:54 |

## Certifikat
| Land eller världsdel  | Certifikat |
| --------------------- | ---------- |
| Kanada (Music Canada) | Guld       |